# D

D의 필기체

D, d(dee 디[*] [diː])는 로마자의 4번째 글자이다.
D는 문을 뜻하는 그림 문자에서 왔다.
| 셈조어 문자 '문' | 페니키아 문자 달레트 | 그리스 문자 델타 | 에트루리아 문자 D | 로마 문자 D |
| 셈조어 문자 '문' | 페니키아 문자 달레트 | 그리스 문자 델타 | 에트루리아 문자 D | 로마 문자 D |

## 발음
대부분의 언어에서는 무성 치경 파열음(/t/)이나 유성 치경 파열음(/d/)을 나타내는데 쓰인다. 다만 베트남어에서 북부 방언에서는 유성 치경 마찰음(/z/)을, 남부 방언에서는 경구개 접근음(/j/)을 나타내는데 쓰인다.

## 컴퓨터 부호
| 미리 보기      | D                      | D                      | d                    | d                    |
| -------------- | ---------------------- | ---------------------- | -------------------- | -------------------- |
| 유니코드 이름  | LATIN CAPITAL LETTER D | LATIN CAPITAL LETTER D | LATIN SMALL LETTER D | LATIN SMALL LETTER D |
| 인코딩         | 10진                   | 16진                   | 10진                 | 16진                 |
| 유니코드       | 68                     | U+0044                 | 100                  | U+0064               |
| UTF-8          | 68                     | 44                     | 100                  | 64                   |
| 수치 문자 참조 | &#68;                  | &#x44;                 | &#100;               | &#x64;               |
| EBCDIC 계열    | 196                    | C4                     | 132                  | 84                   |
| ASCII          | 68                     | 44                     | 100                  | 64                   |

## 쓰임
- d는 국제음성기호에서 유성 치경 파열음을 나타낸다.
- D는 전기 쌍극자 모멘트를 나타내는 CGS 단위이다.
- D는 중수소를 나타낼 때 쓰인다(2H로도 씀).

## 관련 문자
- 달레트
- Δ, δ
- Д, д